# Baklja
Baklja je zapaljeni drveni štap premazan lako gorivim tvarima (vosak, smola, mast). Poznata je još od starog vijeka te je služila pretežno za osvjetljavanje. Baklja je tradicionalno simbol svjetla i prosvjetljenja (često i simbol novih ideja). Kod starih Grka i Rimljana je bila simbol života (baklja okrenuta naopako je bila simbol smrti) te se je koristila u sprovodima. Kod starih Grka je bila simbol vatre koju je Prometej ukrao bogovima i dao ljudima.
Najvažniji današnji simbol kod kojeg se koristi baklja je olimpijski plamen kao simbol olimpijskog duha i zajedništva. Često se koristi i kod vjerskih svečanosti i procesija.